# Heleioporus inornatus
Heleioporus inornatus là một loài ếch thuộc họ Myobatrachidae.
Đây là loài đặc hữu của Úc.
Môi trường sống tự nhiên của chúng là đầm nước.